# François-Xavier Diniz
Pour les articles homonymes, voir Diniz.
Compléments
Diniz supervise la construction de la cathédrale Saint-Ignace de Shanghai et de la basilique mariale de She Shan
François-Xavier Diniz ou Francisco Diniz, dont le nom chinois est Ye Zhaochang (chinois : 葉肇昌 ; pinyin : yè zhàochāng), né à Shanghai en 1869 et décédé en 1943, est un prêtre jésuite portugais et architecte.

## Biographie
François-Xavier Diniz naît à Shanghai de parents portugais venus de Macao et fait ses études au collège Saint-François-Xavier tenu par les Jésuites où il apprend le français. Ses études secondaires terminées, il entre dans le bureau de l'architecte William Dowdall de Shanghai. 
En 1896, à l'age de 27 ans, Diniz décide d'entrer dans la Compagnie de Jésus. Shanghai était alors le fleuron de la mission jésuite du Kiang-Nan, mais aussi de la mission catholique en Chine. Diniz est ordonné prêtre en 1905 et est envoyé dans la paroisse de Shuidong (水东, province d’Anhui). 
Les jésuites entreprennent de construire la nouvelle cathédrale Saint-Ignace de Shanghai en 1905, dans le quartier de Xujiahui (徐家汇, Zi-ka-wei en dialecte shanghaïen de la langue wu) à proximité de la tombe de Xu Guangqi, un des premiers lettrés chinois converti au catholicisme. Les plans sont dessinés par l'architecte William Dowdall. Se souvenant que Diniz avait travaillé dans son étude, ses supérieurs le nomment pour superviser la construction de la cathédrale.
Il est ensuite envoyé à Paris pour faire son 'Troisième An', dernière année de la formation jésuite.  Il y reste quelque temps pour y suivre des cours d'architecture à l'École des beaux-arts en 1913. Revenu en Chine, il construit plusieurs églises dans la province de Jiangsu. Il dessine également les plans des premiers bâtiments de l'université l'Aurore et ceux du collège Saint-Ignace de Shanghai dans le style classique français.
Le père Diniz collabore avec le père scheutiste Alphonse De Moerloose à Sheshan le 2 mars 1920 pour la construction de la basilique mariale. Le père De Moerloose va travailler sur les plans de la basilique de Sheshan. Les jésuites choisissent les entrepreneurs français Rémond et Collet pour sa construction. Ces derniers remettent les plans de construction aux pères De Moerloose et Diniz le 4 février 1923 (et leur offre le 22 août 1923). Cependant ils refusent de prendre en charge la démolition de l'« église du Vœu ». Le père Diniz est choisi, comme architecte, pour assurer la supervision du chantier de l'église Notre-Dame-Secours-des-Chrétiens de She-Shan. Pendant onze ans, de 1924 à 1935, il en suit la construction. La première pierre est posée le 24 mai 1925. L'église est construite en béton armé. Le père Diniz a dû être aidé pour l'établissement des plans de la structure en béton armé. Mgr Mario Zanin (1890-1958) (察寧 Cha Ning), délégué apostolique en Chine, renouvelle le 16 septembre 1935 la consécration de la Chine à Marie. L'église est inaugurée le 17 septembre par Mgr Auguste Haouisée (1877-1948) (惠济良 Hui Jiliang), vicaire apostolique de Shanghai.
Son décès en 1943 est annoncé dans le Bulletin Catholique de Pékin de septembre 1943.

## Bâtiments construits
- Shanghai / Xujiahui, cathédrale Saint-Ignace de Shanghai dont il suit la construction.
- Shanghai / Xujiahui, collège Saint-Ignace.
- Shanghai / Sheshan, basilique de She Shan dont il a suivi les travaux de 1925 à 1935.
- Shanghai, premiers bâtiments de l'université l'Aurore.
- Jiangsu (province), plusieurs églises de la mission des jésuites